# Helga Oltrogge
Helga Oltrogge geb. Grütter (* 3. Juni 1941 in Bolkenhain, Niederschlesien; † 2. März 2020 in Celle, Niedersachsen) war eine deutsche Juristin. Sie hatte als erste Frau in Deutschland ab 1989 das Amt einer Präsidentin des Oberlandesgerichts inne.

## Leben
Oltrogge studierte von 1960 bis 1965 in Göttingen und Hamburg Rechtswissenschaften und trat nach dem Referendariat im Jahre 1971 in die niedersächsische Justiz ein. Von 1977 bis 1980 war sie als wissenschaftliche Mitarbeiterin an das Bundesverfassungsgericht in Karlsruhe abgeordnet. Anschließend wurde sie zur Richterin am Oberlandesgericht ernannt und am Oberlandesgericht Celle in einem Strafsenat tätig. 
1983 wechselte sie im Wege der Abordnung unter gleichzeitiger Ernennung zur Vorsitzenden Richterin am Landgericht als Referatsleiterin in das Niedersächsische Justizministerium. Ab 1987 war sie Vorsitzende einer Zivilkammer des Landgerichts Hannover, im Jahre 1988 wurde sie Vorsitzende Richterin am Oberlandesgericht Celle und übernahm dort den Vorsitz eines Strafsenats.
Am 10. November 1989 – einen Tag nach dem Fall der Mauer – wurde Helga Oltrogge von der damaligen konservativen Niedersächsischen Landesregierung zur Präsidentin des ebenfalls als konservativ geltenden, mit Abstand größten niedersächsischen Oberlandesgerichts in Celle ernannt.
Die neue Präsidentin initiierte maßgeblich den Beitrag des Oberlandesgerichts Celle zum Wiederaufbau der Justiz in Sachsen-Anhalt, etwa durch Schulungen der dortigen Richterinnen und Richter oder durch Aushilfe von zahlreichen Richterinnen und Richtern und weiteren Mitarbeiterinnen und Mitarbeitern aus dem Celler Bezirk, und dessen bis heute andauernden Dialog mit der Richter- und Anwaltschaft in Posen. In ihre Amtszeit fiel aber auch der Verlust des Landgerichts Göttingen nach fast 300-jähriger Zugehörigkeit zum Celler Oberlandesgericht.
In der Rechtsprechung übernahm Helga Oltrogge den Vorsitz eines Zivilsenats. Ab 1994 war sie im Nebenamt auch Vizepräsidentin des Niedersächsischen Staatsgerichtshofs.
Am 15. August 2006 wurde ihr für ihre Verdienste das Verdienstkreuz 1. Klasse des Niedersächsischen Verdienstordens verliehen.
Die Ernennung einer Frau galt als Experiment, führte aber dazu, dass seither bundesweit Frauen Führungspositionen in der Justiz angeboten werden. Im Jahre 2008 wurden bereits vier der 24 deutschen Oberlandesgerichte von Frauen geleitet, derzeit (2018) sind es zehn, darunter zwei der drei niedersächsischen Oberlandesgerichte. 
Helga Oltrogge engagierte sich vor und nach ihrer Pensionierung im Jahre 2006 in vielfacher Weise ehrenamtlich, musste sich aber früh aus gesundheitlichen Gründen aus der Öffentlichkeit zurückziehen.

## Familie
Helga Oltrogge war mit dem Vorsitzenden einer Zivilkammer am Landgericht Hannover verheiratet. Ihr Bruder leitete das Druck- und Verlagshaus Grütter.